# 謝小娥傳
《謝小娥傳》是一篇唐傳奇，李公佐所著。敘述俠女謝小娥，父親與夫婿被強盜所殺，並託夢訴冤，小娥苦思報仇，終於李公佐的幫助下，為父、夫雪恨的故事。

## 故事大綱
豫章（今江西省南昌市）美女謝小娥的父親與夫婿段居貞一同經商，謝父是一名富商，段居貞則是當地知名的俠客。誰知遇到強盜打劫，將謝父一行都打殺、溺死。
後來父親與夫婿都來向謝小娥託夢，夢中講的卻是謎語，父曰：「殺我者，車中猴，門東草。」夫曰：「殺我者，禾中走，一日夫。」說兇手名字就在其中，謝小娥問遍親友，無人能解。終於在昇州上元縣（今江蘇省南京市）遇到李公佐，李公佐解出了這兩則謎語：「車中猴，門東草是申蘭；禾中走，一日夫是申春。」謝小娥泣謝。
小娥女扮男裝，四處幫傭，也一面找兇手的下落，一日到某家應徵傭人，居然就是申家，於是混入了成為傭人，小娥也查出申蘭、申春是堂兄弟，時機成熟時，將申蘭刺殺，申春生擒。
當時潯陽郡的張姓太守知悉了這起事件，對小娥的英勇事蹟感到十分欽佩，於是替她上書、匯報詳情、請求朝廷褒揚，小娥才因此免除了殺人償命的死罪。此時門閥世族家家感動，很多公子都要向小娥求婚，小娥則遁入空門，剃髮為尼。後來作者李公佐自述，於泗水善義寺遇見了小娥，小娥表示將來有一天會報答李公佐，感謝當時幫忙破解謎語線索之恩德。